# Bauhaus (bouwmarkt)

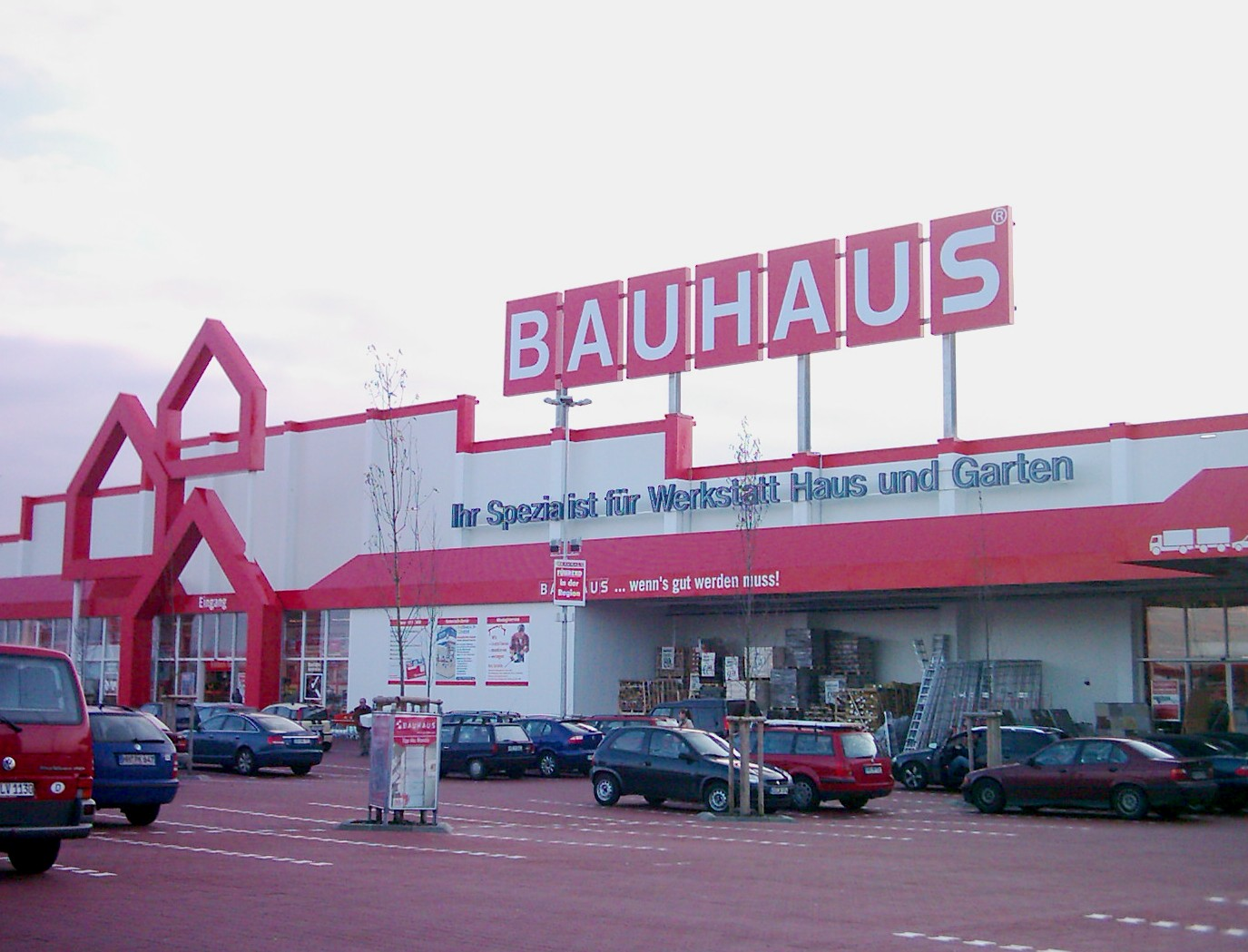
Een Bauhaus-vestiging in Duitsland

Bauhaus is een Duitse winkelketen van bouwmarkten. Het bedrijf werd opgericht door Heinz-Georg Baus (1934-2016) en behoort tot de grootste doe-het-zelfketens van Europa. Het hoofdkantoor bevindt zich in het Zwitserse Belp in kanton Bern. De eerste Bauhaus-winkel is geopend in Mannheim in 1960. In januari 2015 beschikte de keten over meer dan 250 vestigingen in 19 landen, waarvan ca. 125 vestigingen in Duitsland. De onderneming werkt niet met franchisenemers, zoals de meeste bouwmarkten in Duitsland, maar is in regionale bedrijven opgedeeld.
Bauhaus had in 2015 een omzet van 6,0 miljard euro. In 2018 waren er 34.500 mensen werkzaam.
In september 2015 opende Bauhaus haar eerste Nederlandse filiaal in de stad Groningen. Nadien volgden vestingen in Hengelo, Venlo en Den Hoorn.